# Levica (Macedonia del Nord)
Levica (in macedone Левица?) è un partito politico macedone socialista fondato il 14 novembre 2015. Il partito è guidato da Dimitar Apasiev, professore di diritto presso l'Università "Goce Delčev" di Štip.

## Risultati elettorali
| Elezione          | Voti   | %    | Seggi   |
| ----------------- | ------ | ---- | ------- |
| Parlamentari 2016 | 12.120 | 1,05 | 0 / 122 |
| Parlamentari 2020 | 37.426 | 4,13 | 2 / 120 |